# Sharon van Rouwendaal
Sharon van Rouwendaal (Baarn, 9 de setembro de 1993) é uma nadadora neerlandesa, campeã olímpica na maratona aquática.

## Carreira

### Rio 2016
Van Rouwendaal competiu nos 10 km feminino da maratona aquática nos Jogos Olímpicos Rio 2016, conquistando a medalha de ouro.